# Phyllopteryx taeniolatus
Phyllopteryx taeniolatus (лат.) — вид морских лучепёрых рыб из семейства игловых.

## Описание
От близкородственных морских коньков отличается многочисленными шипами на голове и разветвлёнными лентовидными придатками на теле, похожими на водные растения, среди зарослей которых этот вид обитает. В отличие от морских коньков, не прикрепляется к субстрату с помощью хвоста. Может достигать 46 см в длину.

## Ареал и места обитания
Распространена в водах Индийского океана и западной части Тихого океана у южного побережья Австралии и у северных берегов Тасмании до Нового Южного уэльса. Встречается на коралловых рифах на глубине от 3 до 50 метров. Питается мелкими ракообразными и зоопланктоном, засасывая их трубкообразным ртом.

## Размножение
Самец вынашивает икру в выводковой камере, расположенной с нижней стороны в хвостовой части тела.

## Символика
Phyllopteryx taeniolatus является морским символом австралийского штата Виктория.